# 로드 레이지
로드 레이지(road rage)는 운전자가 나타내는 공격적이거나 분노한 행동이다. 이러한 행동에는 겁을 주거나 불만을 해소하기 위해 다른 운전자, 보행자 또는 자전거 타는 사람을 대상으로 하는 무례하고 언어적인 모욕, 소리 지르기, 신체적 위협 또는 위험한 운전 방법이 포함된다. 로드 레이지는 심각한 신체적 부상이나 심지어 사망을 초래하는 말다툼, 재산 피해, 폭행, 충돌로 이어질 수 있다. 전략에는 운전자를 막고, 부적절한 경적을 울리고, 음란한 몸짓을 사용하고, 다른 운전자를 뒤집어 씌우고, 방향을 틀고, 뒷문으로 가고, 브레이크를 확인하고, 싸움을 시도하는 등(이에 국한되지 않음)이 포함된다.
전국적으로 경찰 기록을 조사한 AAA 교통 안전 재단의 연구에 따르면, 미국에서는 1990년부터 1996년 사이에 연간 평균 1,250건 이상의 도로 난폭 사건이 보고되었다. 이러한 사건의 대부분은 심각한 부상이나 사망으로 끝났다. 이 비율은 연구 기간인 6년 동안 매년 증가했다. 많은 연구에 따르면 운전 중 분노를 느끼는 사람은 주로 젊고(평균 33세) 96.6%가 남성이다.

## 같이 보기
- 기내 난동
- 무단횡단